# Österreichische Basketball Bundesliga A 1998/99
Die Österreichische Basketball Bundesliga A Saison 1998/99 ist die 54. Spielzeit der Österreichische Basketball Bundesliga.

## Saisonnotizen
- Meister der Saison 1998/99 wurde zum fünften Mal in Folge UKJ Süba St. Pölten.
- Cupsieger der Saison 1998/99 wurde UBC Stahlbau Oberwart Gunners im Finale gegen BSC BOHA Fürstenfeld.

## Tabelle
Endtabelle
| \| # \| Team \| \| -- \| -------------------------------- \| \| 1 \| UKJ Süba St. Pölten \| \| 2 \| Kapfenberg Bears \| \| 3 \| Fürstenfeld Panthers \| \| 4 \| BK Kalendermacher Klosterneuburg \| \| 5 \| Oberwart Gunners \| \| 6 \| UB Möllersdorf \| \| 7 \| UBC Mattersburg \| \| 8 \| Swans Gmunden \| \| 9 \| Wörthersee Piraten \| \| 10 \| Basket Clubs of Vienna \| \| 11 \| TI Sparkasse Innsbruck \| \| 12 \| Guttomat Güssing \| |                                  |
| # | Team                             |
| 1 | UKJ Süba St. Pölten              |
| 2 | Kapfenberg Bears                 |
| 3 | Fürstenfeld Panthers             |
| 4 | BK Kalendermacher Klosterneuburg |
| 5 | Oberwart Gunners                 |
| 6 | UB Möllersdorf                   |
| 7 | UBC Mattersburg                  |
| 8 | Swans Gmunden                    |
| 9 | Wörthersee Piraten               |
| 10 | Basket Clubs of Vienna           |
| 11 | TI Sparkasse Innsbruck           |
| 12 | Guttomat Güssing                 |